# Nagroda Architektoniczna „Polityki”
Nagroda Architektoniczna „Polityki” – nagroda przyznawana corocznie przez tygodnik „Polityka” za najlepszy projekt zrealizowany w danym roku kalendarzowym z dziedziny architektury. Proces zgłaszania nominacji i wyłaniania laureatów nie jest ograniczony tematycznie wyłącznie do budynków czy przestrzeni publicznych, ale obejmuje także rewitalizacje, rozwiązania urbanistyczne, sztukę w przestrzeni publicznej, miejskie akcje i działania prospołeczne poprawiające jakość życia w miastach.
Nagroda przyznawana jest w dwóch kategoriach: Grand Prix decyzją jury oraz Ulubieniec publiczności w głosowaniu internetowym. Ponadto, od XII edycji, wspólnie z magazynem „Salon” przyznawana jest nagroda dodatkowa w kategorii Architektura wnętrz.

## Laureaci
Lista laureatów Nagrody Architektonicznej „Polityki”:
| Edycja | Rok  | Nagroda                | Laureat                                                                                       | Zwycięski projekt   | Zwycięski projekt                                                                          | Nominowani |                            |
| ------ | ---- | ---------------------- | --------------------------------------------------------------------------------------------- | ------------------- | ------------------------------------------------------------------------------------------ | --- | -------------------------- |
| I      | 2011 | Grand Prix             | HS99                                                                                          |                     | Centrum Informacji Naukowej i Biblioteka Akademicka w Katowicach                           | - VitkAc – dom handlowy w Warszawie - Thespian – budynek usługowo-apartamentowy we Wrocławiu - 19 Dzielnica, etap I w Warszawie - Votum Aleksa w Tarnowie nad Wisłą                                                                                             | [ 1 ] [ 2 ]                |
| I      | 2011 | Ulubieniec czytelników | HS99                                                                                          |                     | Centrum Informacji Naukowej i Biblioteka Akademicka w Katowicach                           | - VitkAc – dom handlowy w Warszawie - Thespian – budynek usługowo-apartamentowy we Wrocławiu - 19 Dzielnica, etap I w Warszawie - Votum Aleksa w Tarnowie nad Wisłą                                                                                             | [ 1 ] [ 2 ]                |
| II     | 2012 | Grand Prix             | APA Rokiccy                                                                                   |                     | Miejska Przystań w Bydgoszczy                                                              | - Dom Kereta w Warszawie - Małopolski Ogród Sztuki w Krakowie - Park Biurowy Pixel w Poznaniu - Siedziba Agencji Reklamowej Yeti w Kryspinowie | [ 4 ] [ 5 ]                |
| II     | 2012 | Ulubieniec czytelników | APA Rokiccy                                                                                   |                     | Miejska Przystań w Bydgoszczy                                                              | - Dom Kereta w Warszawie - Małopolski Ogród Sztuki w Krakowie - Park Biurowy Pixel w Poznaniu - Siedziba Agencji Reklamowej Yeti w Kryspinowie | [ 4 ] [ 5 ]                |
| III    | 2013 | Grand Prix             | WWAA i 137 kilo (obecnie 307 kilo)                                                            |                     | Służewski Dom Kultury w Warszawie                                                          | - Dom nad Morzem w woj. pomorskim - Muzeum Śląskie w Katowicach - Rozbudowa Biblioteki Raczyńskich w Poznaniu | [ 6 ] [ 7 ]                |
| III    | 2013 | Ulubieniec czytelników | Lahdelma & Mahlamäki Architects, Kuryłowicz & Associates                                      |                     | Muzeum Historii Żydów Polskich w Warszawie                                                 | - Dom nad Morzem w woj. pomorskim - Muzeum Śląskie w Katowicach - Rozbudowa Biblioteki Raczyńskich w Poznaniu | [ 6 ] [ 7 ]                |
| IV     | 2014 | Grand Prix             | nsMoonStudio, Wizja                                                                           |                     | Ośrodek Dokumentacji Sztuki Tadeusza Kantora Cricoteka w Krakowie                          | - Gdański Teatr Szekspirowski - Filharmonia im. Mieczysława Karłowicza w Szczecinie - Stacja Kultura w Rumi | [ 8 ] [ 9 ]                |
| IV     | 2014 | Ulubieniec czytelników | Konior Studio                                                                                 |                     | Siedziba Narodowej Orkiestry Symfonicznej Polskiego Radia w Katowicach                     | - Gdański Teatr Szekspirowski - Filharmonia im. Mieczysława Karłowicza w Szczecinie - Stacja Kultura w Rumi | [ 8 ] [ 9 ]                |
| V      | 2015 | Grand Prix             | JEMS Architekci                                                                               |                     | Międzynarodowe Centrum Kongresowe w Katowicach                                             | - Narodowe Forum Muzyki we Wrocławiu - Centrum Kulturalno-Kongresowe Jordanki w Toruniu - Przedszkole Żółty Słonik w Ostrowi Mazowieckiej - Dom jednorodzinny Arka Koniecznego w Brennej                                                                        | [ 10 ]                     |
| V      | 2015 | Ulubieniec czytelników | JEMS Architekci                                                                               |                     | Międzynarodowe Centrum Kongresowe w Katowicach                                             | - Narodowe Forum Muzyki we Wrocławiu - Centrum Kulturalno-Kongresowe Jordanki w Toruniu - Przedszkole Żółty Słonik w Ostrowi Mazowieckiej - Dom jednorodzinny Arka Koniecznego w Brennej                                                                        | [ 10 ]                     |
| VI     | 2016 | Grand Prix             | Robert Konieczny KWK Promes                                                                   |                     | Centrum Dialogu „Przełomy” w Szczecinie                                                    | - Hala Koszyki w Warszawie - Muzeum Katyńskie w Warszawie - Centrum Spotkania Kultur w Lublinie | [ 11 ]                     |
| VI     | 2016 | Ulubieniec czytelników | Dżus GK Architekci, Restudio Architektury, Studio-Projekt Autorska Pracownia Architektoniczna |                     | Centrum Rekreacyjno-Sportowe Ukiel w Olsztynie                                             | - Hala Koszyki w Warszawie - Muzeum Katyńskie w Warszawie - Centrum Spotkania Kultur w Lublinie | [ 11 ]                     |
| VII    | 2017 | Grand Prix             | BAAS, Grupa 5 Architekci, Małeccy Biuro Projektowe                                            |                     | Wydział Radia i Telewizji im. Krzysztofa Kieślowskiego Uniwersytetu Śląskiego w Katowicach | - Akademeia High School w Warszawie - Muzeum II Wojny Światowej w Gdańsku - Budynek wielorodzinny Sprzeczna 4 w Warszawie | [ 12 ] [ 13 ]              |
| VII    | 2017 | Ulubieniec czytelników | MVRDV                                                                                         |                     | Biurowiec Bałtyk w Poznaniu                                                                | - Akademeia High School w Warszawie - Muzeum II Wojny Światowej w Gdańsku - Budynek wielorodzinny Sprzeczna 4 w Warszawie | [ 12 ] [ 13 ]              |
| VIII   | 2018 | Grand Prix             | Biuro Projektów Lewicki Łatak                                                                 |                     | Hala Cracovia – Centrum Sportu Niepełnosprawnych w Krakowie                                | - Dom wielorodzinny Unikato w Katowicach - Pawilon Architektury Zodiak w Warszawie - Ratusz gminy Konstancin-Jeziorna | [ 14 ]                     |
| VIII   | 2018 | Ulubieniec czytelników | 55Architekci                                                                                  |                     | Ścieżka Edukacyjna Bobrowisko w Starym Sączu                                               | - Dom wielorodzinny Unikato w Katowicach - Pawilon Architektury Zodiak w Warszawie - Ratusz gminy Konstancin-Jeziorna | [ 14 ]                     |
| IX     | 2019 | Grand Prix             | xystudio                                                                                      |                     | Dom dla bezdomnych w Jankowicach                                                           | - Dom Kwadrantowy na Mazowszu - Osiedle Nowe Żerniki we Wrocławiu - Ośrodek Sportów Wodnych – baza kajakarska w Augustowie | [ 15 ] [ 16 ]              |
| IX     | 2019 | Ulubieniec czytelników | Maćków Pracownia Projektowa                                                                   |                     | Biurowiec Nowy Targ we Wrocławiu                                                           | - Dom Kwadrantowy na Mazowszu - Osiedle Nowe Żerniki we Wrocławiu - Ośrodek Sportów Wodnych – baza kajakarska w Augustowie | [ 15 ] [ 16 ]              |
| X      | 2020 | Grand Prix             | eM4                                                                                           |                     | Pawilon Edukacyjny Kamień w Warszawie                                                      | - Centrum Aktywności Lokalnej w Rybniku - Elektrownia Powiśle w Warszawie - Przystań kajakarska MOSM w Tychach - Concordia Design we Wrocławiu - Dworzec autobusowy w Kielcach - Muzeum Józefa Piłsudskiego w Sulejówku - Sanatorium Abrama Gurewicza w Otwocku | [ 17 ]                     |
| X      | 2020 | Ulubieniec czytelników | Nizio Design                                                                                  |                     | Mauzoleum Martyrologii Wsi Polskich w Michniowie                                           | - Centrum Aktywności Lokalnej w Rybniku - Elektrownia Powiśle w Warszawie - Przystań kajakarska MOSM w Tychach - Concordia Design we Wrocławiu - Dworzec autobusowy w Kielcach - Muzeum Józefa Piłsudskiego w Sulejówku - Sanatorium Abrama Gurewicza w Otwocku | [ 17 ]                     |
| XI     | 2021 | Grand Prix             | JEMS Architekci                                                                               |                     | Browary Warszawskie w Warszawie                                                            | - ścieżka pieszo-rowerowa w Dobczycach - apartamentowiec Villa Reden w Chorzowie - dom jednorodzinny „From the Garden House” w Łące | [ 18 ]                     |
| XI     | 2021 | Ulubieniec czytelników | SLAS Architekci                                                                               |                     | Sala koncertowa Państwowej Szkoły Muzycznej w Jastrzębiu-Zdroju                            | - ścieżka pieszo-rowerowa w Dobczycach - apartamentowiec Villa Reden w Chorzowie - dom jednorodzinny „From the Garden House” w Łące | [ 18 ]                     |
| XII    | 2022 | Grand Prix             | Aleksandra Wasilkowska                                                                        |                     | Targ Błonie (modernizacja) w Błoniu                                                        | - Fala 1, Europejskie Centrum Rodziny w Sopocie - Szyb Miedzianka w Miedziance | [ 3 ] [ 19 ] [ 20 ] [ 21 ] |
| XII    | 2022 | Ulubieniec czytelników | projektzieleni.pl                                                                             |                     | Park kieszonkowy w Bytomiu                                                                 | - Fala 1, Europejskie Centrum Rodziny w Sopocie - Szyb Miedzianka w Miedziance | [ 3 ] [ 19 ] [ 20 ] [ 21 ] |
| XII    | 2022 | Architektura wnętrz    | Consultor                                                                                     |                     | Planetarium Śląskie w Chorzowie (modernizacja)                                             | - Biblioteka Narodowa w Warszawie (modernizacja wnętrz) - Szkoła Ukraińska w Warszawie - Hotel Warszauer w Krakowie - Bistro Syrena Irena w Warszawie | [ 3 ] [ 19 ] [ 20 ] [ 21 ] |
| XIII   | 2023 | Grand Prix             | topoScape. Archigrest                                                                         |                     | Park Akcji „Burza” w Warszawie                                                             | - Zespół kolumbariów na Cmentarzu Komunalnym w Radomiu - Muzeum Historii Polski i Muzeum Wojska Polskiego, kompleks muzealny na warszawskiej Cytadeli - Rewitalizacja dawnej stołówki Huty Pokój na potrzeby ING w Rudzie Śląskiej                              | [ 22 ] [ 23 ] [ 24 ]       |
| XIII   | 2023 | Ulubieniec czytelników | XY studio                                                                                     |                     | Dom Matki Bożej Serdecznej w Warszawie                                                     | - Zespół kolumbariów na Cmentarzu Komunalnym w Radomiu - Muzeum Historii Polski i Muzeum Wojska Polskiego, kompleks muzealny na warszawskiej Cytadeli - Rewitalizacja dawnej stołówki Huty Pokój na potrzeby ING w Rudzie Śląskiej                              | [ 22 ] [ 23 ] [ 24 ]       |
| XIII   | 2023 | Architektura wnętrz    | Grażyna Grzybek, Dariusz Maryszewski                                                          |                     | Modernizacja Hotelu Grand w Łodzi                                                          | - Budynek edukacyjny w Lob Marszewo w Gdyni - Galeria 1. Piętro ING w Warszawie | [ 22 ] [ 23 ] [ 24 ]       |
| XIV    | 2024 | Grand Prix             | wyniki nieogłoszone                                                                           | wyniki nieogłoszone | wyniki nieogłoszone                                                                        | - Centrum Aktywności Międzypokoleniowej w Warszawie - Dworzec metropolitalny w Lublinie - Interaktywne Centrum Bajki i Animacji OKO w Bielsku-Białej - Muzeum Sztuki Nowoczesnej w Warszawie - TBS Ajnfart w Rybniku                                            | [ 25 ]                     |